# Rhaphuma albosignata
Rhaphuma albosignata là một loài bọ cánh cứng trong họ Cerambycidae.